# Michel Tanguy
Michel Tanguy est un personnage de fiction, créé par le scénariste Jean-Michel Charlier et le dessinateur Albert Uderzo. Pilote de chasse dans l'armée française, il est le héros, avec son inséparable compagnon Ernest Laverdure, de la série de bande dessinée Les Aventures de Tanguy et Laverdure.

## Caractère
De nature beaucoup plus sérieuse que son compagnon Laverdure, Tanguy trouve la plupart des solutions aux problèmes qui se présentent à lui. Il possède un grand sens de la déduction, ce qui lui permet de fondre sur l'ennemi.

## Famille
On ne sait pas grand-chose de la famille de Michel Tanguy, sinon qu'il est le fils et le petit-fils de pilotes de chasse. Son grand-père a été pilote au cours de la première Guerre mondiale, et son père, André Tanguy, est un héros de la seconde Guerre mondiale, deux fois blessé en service aérien commandé, décoré de la croix de guerre avec palmes. Il apparaît dans l'épisode Escadrille des Cigognes avec le grade de commandant, affecté à la base de Friedrichshafen en Allemagne. Il pilote toujours des appareils de liaison.

## Carrière militaire
Le sérieux de Tanguy lui permet d'accéder sans grande difficulté à des grades toujours supérieurs à ceux de son ami Laverdure.

Grâce à son sérieux, Tanguy est chargé des missions les plus périlleuses, notamment dans les albums Les vampires attaquent la nuit et La terreur vient du ciel, où il se porte volontaire pour une mission à très haut risque. Grâce à lui, les autorités arrivent sans problème à détruire le nid du Vampire qui terrorisait la France depuis quelques jours. Le succès de Tanguy se voit récompensé par sa promotion au grade de commandant de l'Armée de l'air.

Toujours prêt à sauver Laverdure, il n'hésite pas, dans l'album Prisonnier des Serbes, à se porter volontaire pour aller le tirer d'une base secrète en Bosnie où Laverdure est retenu prisonnier.